# Arengada

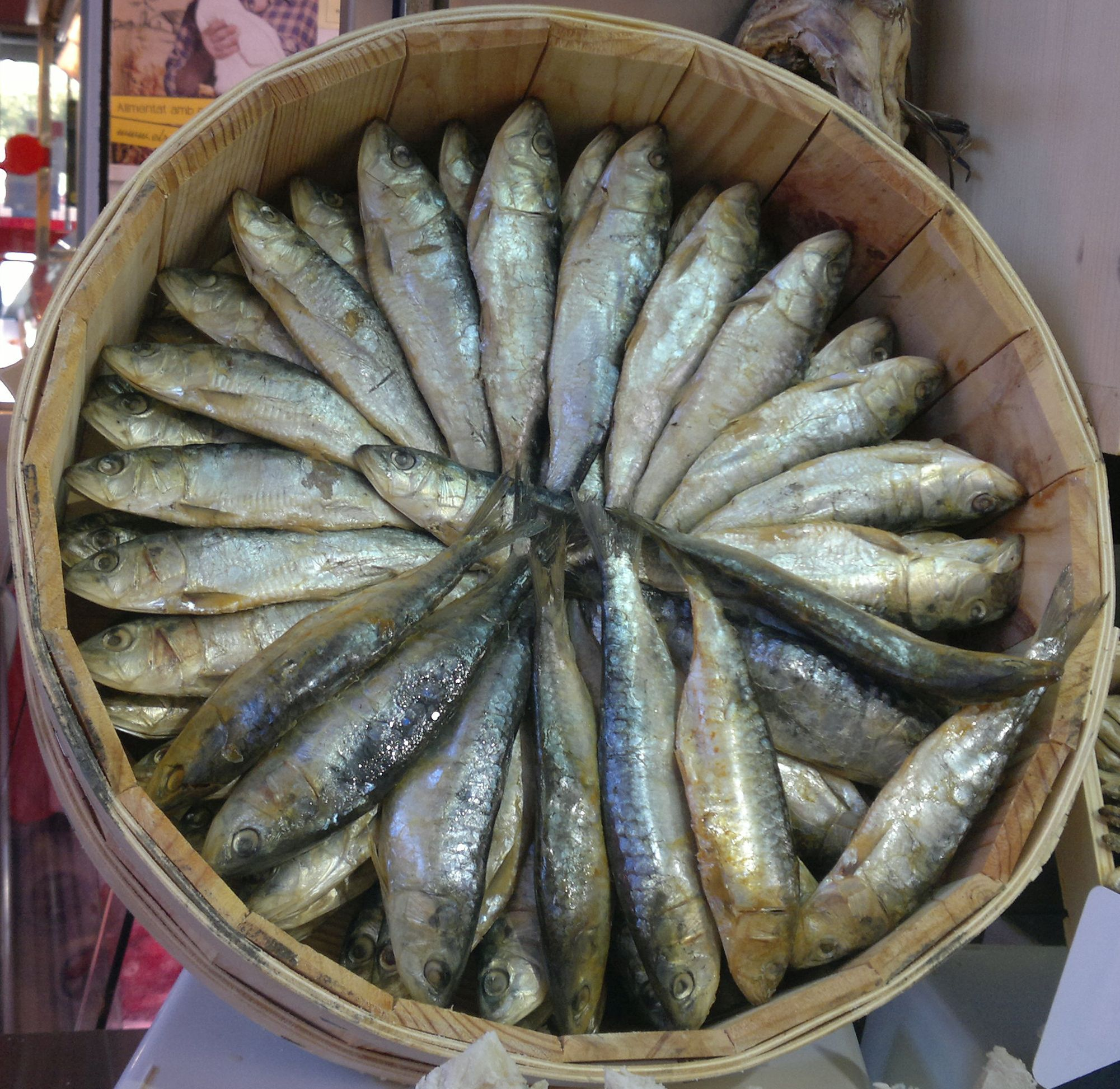
Arengades en la tradicional caixa circular

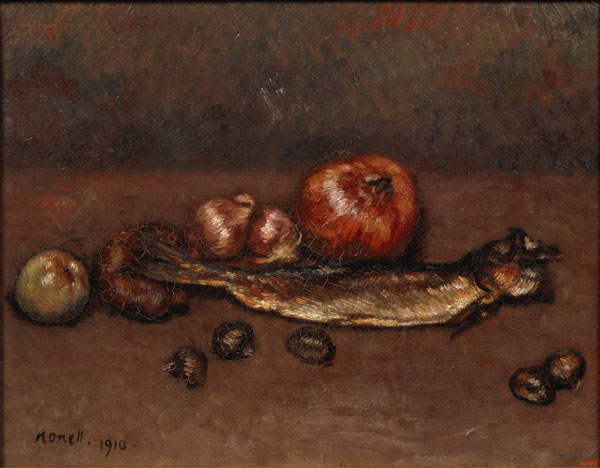
Isidre Nonell Natura morta d'arengada, Biblioteca Museu Víctor Balaguer.

L'arengada és una preparació culinària tradicional que consisteix en una sardina salada en salmorra. El nom deriva d'areng però sempre es fa amb una sardina. A Catalunya, les arengades fetes amb sardines de mida grossa i de menor qualitat gastronòmica es coneixien popularment com civils o guàrdies civils. Per altra banda, en valencià també reben el nom de sardina de bóta.
No s'ha de confondre, com passa sovint, el nom del peix areng amb arengada, ja que aquest segon nom es refereix només a la preparació culinària de la sardina en salmorra.
Tradicionalment les arengades es disposaven en els comerços on es venien sobre cèrcols de fusta (anomenats rodells). S'acostumava a embolicar-les amb paper i aixafar-les en el muntant d'una porta, per facilitar la seva neteja.
En ser un peix molt salat es pot posar en remull en aigua de 5
 (perquè perdessin una mica de sal) fins a 24 hores (perquè quedi dessalada gairebé del tot).
Se'n consumien moltes en els anys de penúria després de la guerra civil espanyola i s'acostumaven a acompanyar amb trinxat de cols i bròquils, mongetes seques, amb escalivada, pa amb tomàquet, etc. També se'n pot fer una amanida fent la sardina a tires. I també a les coques de recapte.
Les arengades han donat lloc a moltes dites i frases fetes: Val més ser cap d'arengada que cua de rajada, No caguis arengades que són salades.